# Aeroportul Daloa
Aeroportul Daloa (IATA: DJO, ICAO: DIDL) este un aeroport din Coasta de Fildeș ce deservește zona Daloa. A fost numit după zona deservită.
Situat la o altitudine de 250 m, aeroportul dispune de o singură pistă.